# Moune de Rivel
Pour les articles homonymes, voir Moune et Rivel (homonymie).
Moune de Rivel, « La Grande Dame de la Chanson Créole », née Cécile Jean-Louis le 7 janvier 1918 à Bordeaux et morte à Paris le 27 mars 2014, est une chanteuse, actrice, pianiste, guitariste et peintre française originaire de la Guadeloupe.
Son père Jean Symphorien Henri Jean-Louis (1874-1958), après avoir été de 1923 à 1933 magistrat et avocat en Afrique, fut en Martinique et en Guadeloupe un acteur infatigable du panafricanisme, de la lutte anticolonialiste et des mouvements pour l’indépendance aux Antilles. Il adopta le nom de Baghio'o, celui d'un lointain ancêtre de Tombouctou dont les descendants esclaves en Guadeloupe s'illustrèrent dans la lutte pour l'émancipation à l'époque de Louis Delgrès. Un frère de Moune de Rivel, Victor Jean-Louis, est aussi connu comme écrivain sous le nom de plume de Jean-Louis Baghio'o (1910-1994).
La carrière de Moune de Rivel fut grandement influencée par sa mère musicienne Fernande de Virel (1881-1953) issue de la famille Dufresne de Virel, nobles de Bretagne de longue lignée. En 1783, un membre de la famille de Virel s'exila à Saint-Barthélemy (Antilles françaises) et eut une descendance en Guadeloupe. On trouve dans cette branche guadeloupéenne plusieurs musiciens : violonistes, pianistes et professeurs de musique à Pointe-à-Pitre. Fernande de Virel, lauréate du Conservatoire national de Musique de Paris en 1902, a composé de nombreux airs traditionnels guadeloupéens,
Moune de Rivel avait d'abord choisi le nom de sa mère "de Virel" comme nom d'artiste. Elle permuta le V et le R en 1948 à la suite d'une plainte de la famille Dufresne de Virel.

## Biographie
Une biographie détaillée de Moune de Rivel et de ses parents est disponible sur Internet, publiée en juillet 2015 par l'éditeur Frémeaux & Associés à l'occasion de la sortie d'une réédition intégrale de ses enregistrements de la période 1949-1962.

### Séjour aux États-Unis (1945-1948)
En décembre 1945, Moune de Rivel est la première artiste française engagée aux États-Unis après la guerre. Elle arrive à New York peu avant Noël 1945 et se produit chaque soir à partir du 21 février 1946 au Café Society Uptown, dirigé par Barney Josephson (en). Avant cela, elle est filmée dans un documentaire d'actualités sur la vie nocturne new-yorkaise intitulé Night Club Boom de la série The March of Time.
La célèbre revue Life Magazine lui consacre un article dans son numéro du 1er avril 1946. Le 31 juillet 1946 à Baltimore, Moune de Rivel épouse le pianiste de jazz Ellis Larkins. Elle en divorcera le 5 juillet 1949 à Paris. Moune restera deux ans aux États-Unis, avec une coupure de trois mois en France fin 1946.

### Activité phonographique
En 1969, en complément de sa production typiquement créole, Moune de Rivel sort un disque de textes poétiques d'auteurs français et ultramarins : "Iles et rivages", sur des musiques de sa composition. Pour cet album, elle collabore avec Janine Rémignard et René Maran et exceptionnellement avec Jean-Pierre Chabrol et Pierre Mac Orlan.
Moune de Rivel est morte le 27 mars 2014 à Paris. Elle repose au côté de sa mère, Fernande de Virel, au cimetière du Montparnasse (division 18, ligne 3 depuis l'avenue principale, tombe 5 Nord).

## Filmographie

### Cinéma
- 1946 : "Night Club Boom" dans la série the March of Time de Len Lye
- 1948 : Aux yeux du souvenir de Jean Delannoy : La chanteuse du night-club
- 1952 : Trois femmes, sketch "Boitelle" d'André Michel : Zora
- 1968 : L'Écume des jours de Charles Belmont
- 1971 : La Belle Garce et le Truand (Popsy Pop) de Jean Herman : Sœur Mary Galán
- 1978 : L'Argent des autres de Christian de Chalonge : la chanteuse
- 2012 : La Lune Lévé, biographie posthume, documentaire de Barcha Bauer avec Lisette Malidor[7]

### Télévision
- 1967 : Meurtre en sourdine de Gilbert Pineau : Klemir
- 1972 : L'Atlantide de Jean Kerchbron : Rosita
- 1974 : Paul et Virginie de Luc de Goustine et Pierre Gaspard-Huit : Marie
- 1988 : Cinéma  de Philippe Lefebvre  : Mathurine

## Publications
- Fête aux Antilles (Première représentation) (comédie musicale), Théâtre Récamier, 1965 (OCLC 691965233)
- Kiroa (ill. Eugène Dervain) (conte), Présence africaine, 1960 (OCLC 3698803)

## Distinctions
Moune de Rivel a reçu les distinctions suivantes :
- Officier de l'ordre national du Mérite en 1994 [9]
- Chevalier de l'ordre national du Mérite en 1966
- Chevalier de l'ordre des Arts et des Lettres (1997)
- Chevalier de l'ordre National de la Haute-Volta
- Médaille de la Ville de Paris (1967)
- Médaille de la Courtoisie française (1968)
- Médaille de la commune de Sainte-Anne (lieu de naissance de ses parents) (1994)
- Médaille de la ville de Pointe A Pitre (1996)